# П
П (gemen: п) är en bokstav i det kyrilliska alfabetet. Den uttalas normalt som p. Bokstaven härstammar från grekiska alfabetets Pi (Π, π). Vid transkribering av ryska skriver man p i svensk text och [p] i IPA. Vid translitteration till latinska bokstäver enligt ISO 9 motsvaras bokstaven också av p. Bokstaven П ska inte förväxlas med den till utseendet snarlika Л som motsvarar l.

## Teckenkoder i datorsammanhang
| Teckenkoder        | Versal: П                  | Gemen: п                 |
| ------------------ | -------------------------- | ------------------------ |
| Namn (Unicode)     | CYRILLIC CAPITAL LETTER PE | CYRILLIC SMALL LETTER PE |
| Kodpunkt (Unicode) | U+041F                     | U+043F                   |
| HTML               | &#1055;                    | &#1087;                  |